# 菩萨戒本
菩薩戒本，爲大乘佛教菩薩戒之波羅提木叉，其重戒是波羅夷，輕戒是突吉羅。
菩薩戒本：
- 梵綱經菩薩戒本，十重（日语：十重禁戒）四十八輕戒，出自《梵網經盧舍那佛說菩薩心地戒品》下卷
- 瑜伽菩薩戒本，四重四十三輕戒（輕戒另有四十二、四十四、四十五之分判），出自玄奘譯《瑜伽師地論》第四十卷末至第四十一卷，其他譯本如下：
  - 《菩薩戒本》，又稱「地持菩薩戒本」，曇無讖譯，出自《菩薩地持經》
  - 《優波離問菩薩受戒法》，求那跋摩譯，出自《菩薩善戒經》
  - 《優婆塞五戒威儀經》，題作求那跋摩譯，彥琮錄載為失譯